# Flaga stanowa Illinois
Flaga stanowa Illinois przedstawia podobiznę bielika amerykańskiego, wspartego na tarczy herbu państwowego, świadczy o przynależności stanu do USA. Woda reprezentuje Jezioro Michigan.
Flaga została ustanowiona w 1915, a nazwę stanu dodano 1 lipca 1970. Proporcje 3:5